# Robert Grassin
Robert "Toto" Grassin, född 17 september 1898 i Le Mans, död 26 juni 1980 i Gien, var en fransk tävlingscyklist.
Grassin blev genom sin okuvliga segervilja oerhört populär på såväl europeiska som amerikanska banor. Han debuterade 1919 som amatör i landsvägstävlingar men övergick efter
ett par säsonger till professionell bancykling. Han blev stayervärldsmästare i Amsterdam 1925. Han skrev kapitlet om stayeråkning i Devenir Champion de Cyclisme (1934).